# Chacina de Aurora em 1993
A chacina de Aurora foi um crime perpetrado por Nathan Jerard Dunlap (8 de abril de 1974) em 14 de dezembro de 1993 no Chuck E. Cheese de Aurora, Colorado, Estados Unidos. O criminoso, que era ex-funcionário do local e tinha 19 anos na época, matou a tiros quatro pessoas e feriu outra, que acabou sobrevivendo. 
Nathan foi considerado culpado em quatro acusações de assassinato em primeiro grau, tentativa de homicídio e outras acusações e foi condenado à morte em 17 de maio de 1996. O juiz estabeleceu inicialmente a sua execução para agosto de 2013, mas o governador John Hickenlooper assinou um adiamento temporário. Em 23 de março de 2020 o então governador do Colorado, Jared Polis, assinou um projeto de lei que revogou a pena de morte no estado, comutando-a para prisão perpétua sem possibilidade de liberdade condicional. 

## Ataque

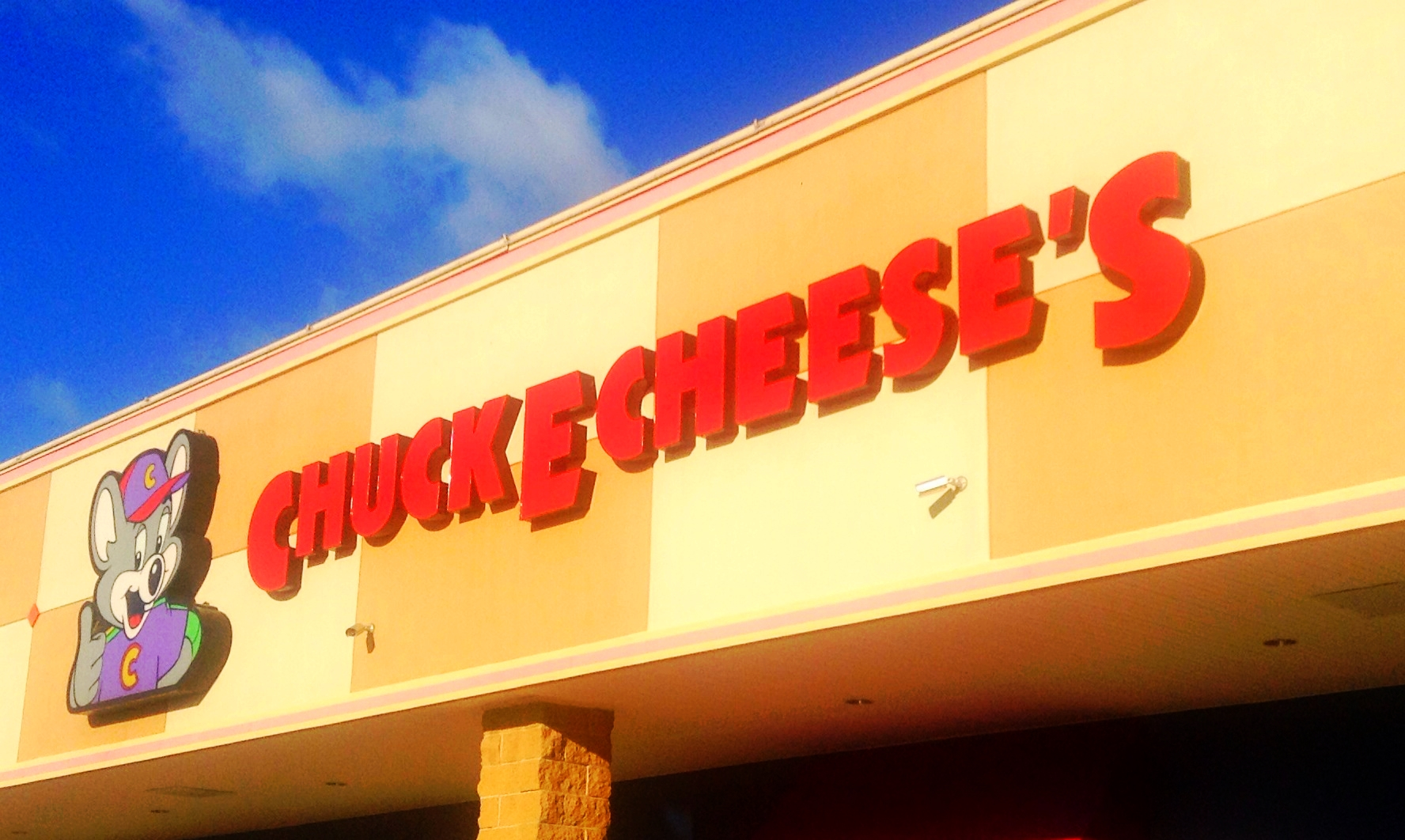
Fachada de um restaurante da rede Chuck E Cheese's

No noite de 14 de dezembro de 1993, Dunlap entrou no restaurante às 21 horas da noite e pediu um sanduíche de presunto e queijo e jogou em um arcade (fliperama). Ele então se escondeu no banheiro por volta das 21:50, de onde saiu depois do fechamento do local, às 22:05, e atirou em cinco funcionários com uma pistola semiautomática calibre 25.
Sua primeira vítima foi Sylvia Crowell, 19 anos, que estava limpando o bar. Ela foi atingida à queima roupa na orelha direita. Benjamin Grant, 17 anos, foi baleado fatalmente perto do olho esquerdo também enquanto estava limpando o local. Colleen O'Connor, 17 anos, caiu de joelhos e implorou por sua vida, mas Dunlap atirou no topo de sua cabeça. 
Bobby Stephens,  20 anos, o único sobrevivente, entrou no local depois de fazer uma pausa para fumar do lado de fora, pensando que o barulho que ouvia era de crianças estourando balões nas proximidades. Enquanto entrava no restaurante e colocava os utensílios na máquina de lavar louça, Dunlap entrou pela porta da cozinha, ergueu a arma e atingiu Stephens na mandíbula. Ele então caiu no chão e se fingiu de morto. 
Depois Dunlap forçou Marge Kohlberg, 50 anos, a gerente da loja, a abrir o cofre. Depois que ela abriu, Dunlap atirou em seu ouvido e enquanto tirava o dinheiro do cofre, disparou um segundo tiro fatal no outro ouvido depois que percebeu que ela ainda estava se movendo. 

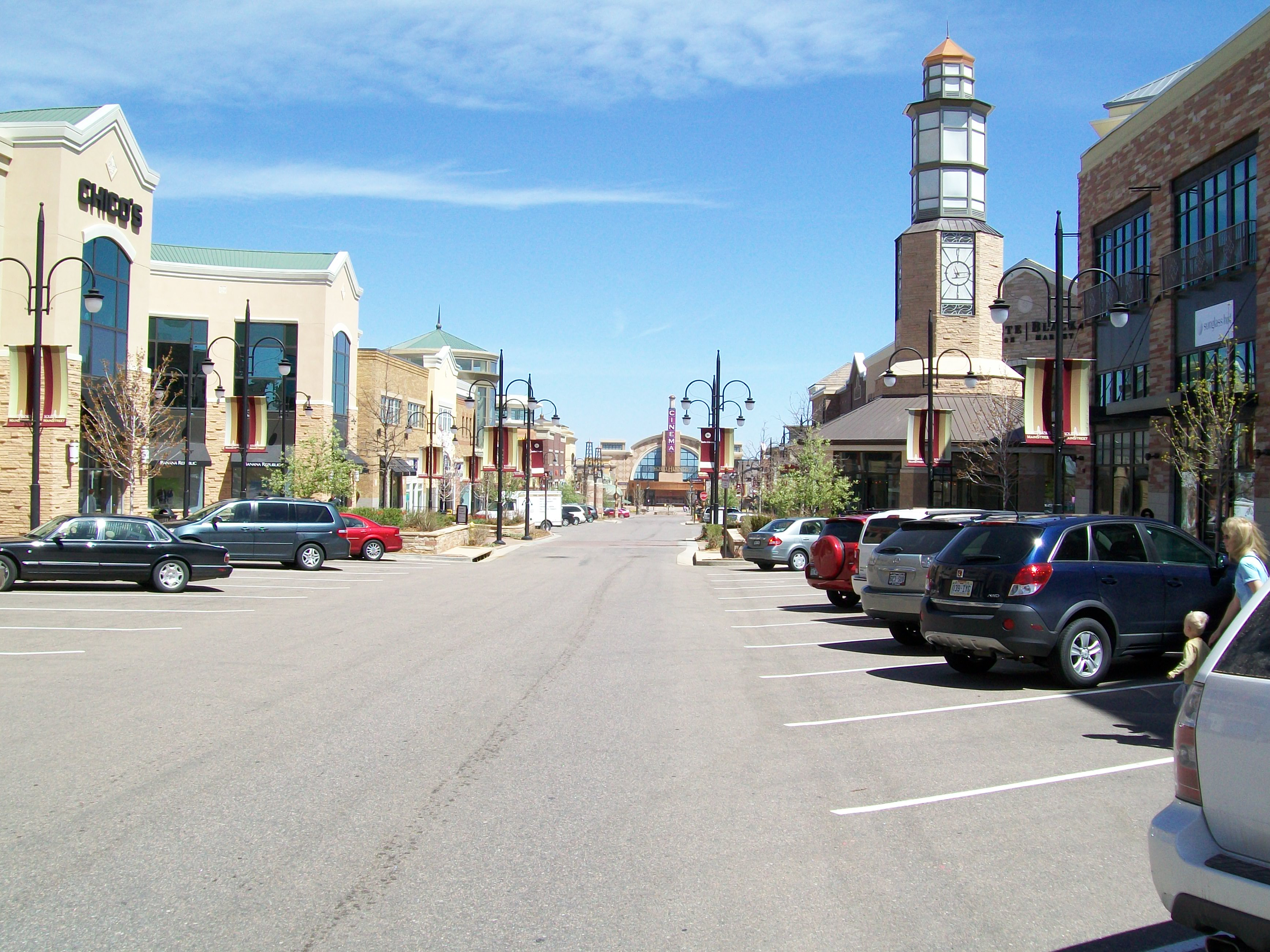
A cidade de Aurora em 2010

Stephens conseguiu fugir por uma porta dos fundos e caminhou até o complexo de apartamentos próximo a Mill Pond, onde bateu em uma porta para pedir ajuda e alertar alguém de que ele e outros haviam sido baleados no Chuck E Cheese. Stephens foi hospitalizado no Denver General Hospital em condições razoáveis. Quando as autoridades chegaram ao local, encontraram dois corpos no corredor do restaurante, um terceiro em uma sala e o quarto no escritório do gerente. Sylvia Crowell ainda estava viva e foi enviada para o Denver General Hospital, onde foi declarada com morte cerebral. Ela morreu dos ferimentos no dia seguinte no Aurora Regional Medical Center.
Dunlap fugiu com US$ 1.500 em dinheiro e fichas de jogo que ele roubou do restaurante. Acabou preso no apartamento de sua mãe doze horas depois onde os policiais encontraram uma arma semiautomática, seis cartuchos de munição e um par de luvas. 

### Motivação
Dunlap cometeu o crime para se vingar por sua demissão, no entanto  gerente o havia demitido não estava presente no restaurante na noite do ataque.  

## Perpetrador
Nascido em abril de 1974, Nathan Jerard Dunlap, que nunca conheceu o pai biológico, foi criado pela mãe e o pai adotivo, que se casaram quando ele tinha alguns meses de idade. Ele foi criado em Chicago (Ilinois), em Memphis (Tennessee) e no estado do Michigan e mudou-se para o Colorado em 1984. A mãe de Dunlap foi diagnosticada com esquizofrenia e transtorno bipolar e ele próprio tentou o suicídio ao menos duas vezes no colegial. Quando Dunlap tinha 14 anos, seu pai adotivo pediu que o psicólogo da Overland High School o avaliasse e um teste revelou sinais de hipomania. 
Ele cometeu vários assaltos à mão armada com quinze anos, usando um taco de golfe e depois armas de fogo e passou um tempo encarcerado em um centro de detenção juvenil, chegando a ser enviado a um hospital psiquiátrico. Quando foi liberado, começou a vender drogas. Dunlap foi preso cinco vezes por delitos de contravenção em 1993.
Começou a trabalhar no restaurante em maio de 1993 e foi demitido em julho, após um desentendimento com seu supervisor por causa do horário de trabalho. Os conhecidos de Dunlap disseram que ele estava frustrado com a demissão e um ex-colega de trabalho relatou que ele disse que planejava acertar as contas. 

## Procedimentos legais
Dunlap foi considerado culpado por quatro acusações de assassinato em primeiro grau, tentativa de homicídio e assalto em 1996. Em 17 de maio, Dunlap foi condenado à morte e mais 108 anos de prisão. Durante sua sentença, em resposta a uma acusação do irmão mais velho de Crowell de que os assassinatos foram por motivos racistas, Dunlap, um afrodescendente, gritou palavrões durante três minutos.
Em 2008 Dunlap entrou com uma petição de habeas corpus no tribunal, argumentando que seu advogado foi ineficaz por não apresentar uma defesa sobre seus problemas de saúde mental e abuso infantil. Em agosto de 2010, o apelo foi rejeitado. John L. Kane, Juiz Distrital Sênior dos EUA, escreveu que Dunlap havia sido representado e julgado com competência e condenado à morte justificadamente.
Em 16 de abril de 2012, o Tribunal de Apelações do 10º Circuito negou o recurso de Dunlap para anulação de sua sentença de morte. Os advogados de Dunlap argumentaram perante o 10º Circuito que os advogados do tribunal de Dunlap foram negligentes durante a sentença ao não fornecerem provas de que Dunlap sofre de uma doença mental. Eles argumentaram que se os jurados tivessem evidências da doença mental de Dunlap o poupariam de ser condenado à morte.
Em 1 de maio de 2013 o juiz William Sylvester anunciou que a data de execução da Dunlap seria em meados de agosto de 2013.

Em 22 de maio, a execução de Dunlap foi suspensa, pois o governador do Colorado, John Hickenlooper, decidiu pela não execução ou lhe conceder clemência e assinou um "indulto temporário" em 2013. O adiamento significava que, enquanto Hickenlooper fosse governador, Dunlap provavelmente não seria executado. De acordo com Hickenlooper, uma das razões pelas quais ele não escolheu uma clemência completa foi porque Dunlap teria que permanecer segregado do resto da população carcerária. Grupos, incluindo a NAACP, entraram em contato com Hickenlooper solicitando a preservação da vida de Dunlap, argumentando que a pena de morte é desproporcionalmente imposta aos afro-americanos e hispânicos. Por outro lado, a decisão enfureceu os parentes das vítimas. Em 23 de março de 2020, o então governador do Colorado, Jared Polis, assinou um projeto de lei que revogou a pena de morte no estado, comutando-a para prisão perpétua sem possibilidade de liberdade condicional. 